# Église Sainte-Thérèse-de-l'Enfant-Jésus de Belfort
Pour les articles homonymes, voir église Sainte-Thérèse-de-l'Enfant-Jésus.
L'église Sainte-Thérèse-de-l'Enfant-Jésus est une église catholique de type moderne, dédiée à sainte Thérèse de Lisieux et située dans le quartier du Mont-Barres à Belfort.

## Histoire
Le projet de construction de cette église voit le jour en 1960 sous l'impulsion du curé Charles Frézard (1901 - 1983). Il faudra attendre quatre années pour que les plans de l'architecte suisse Pierre Dumas se concrétisent.

## Architecture
L'église tout entière est coiffée d'une voûte en béton imitant la forme d'une selle de cheval, soutenu uniquement par deux piliers latéraux. L'ensemble des parois de l'édifice sont vitrées, ce qui permet à la lumière d'entrer de toute part, et symbolise selon l'architecte l'ouverture vers l'extérieur de l'église.